# Рофрано
Рофрано (італ. Rofrano, сиц. U Franu) — муніципалітет в Італії, у регіоні Кампанія,  провінція Салерно.
Рофрано розташоване на відстані близько 310 км на південний схід від Рима, 125 км на південний схід від Неаполя, 80 км на південний схід від Салерно.
Населення — 1606 осіб (2014).

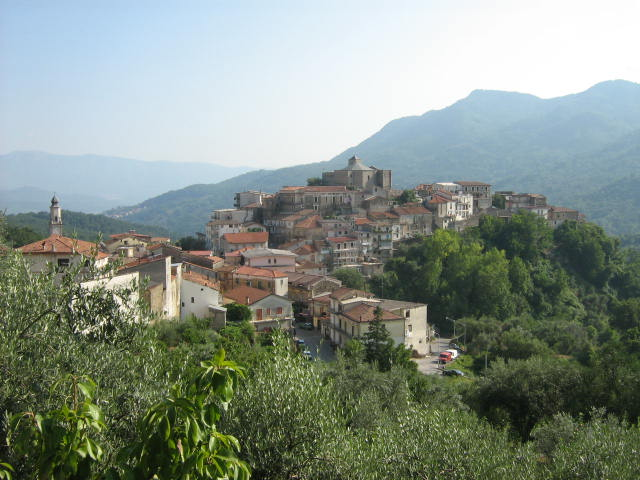

Щорічний фестиваль відбувається 8 вересня. Покровитель — Madonna di Grottaferrata.

## Демографія
Населення за роками:

Станом на 1 січня 2023 року в муніципалітеті офіційно проживало 15 іноземців з 7 країн, серед них 5 громадян країн Євросоюзу.

## Сусідні муніципалітети
- Альфано
- Казелле-ін-Піттарі
- Лаурино
- Лаурито
- Монтано-Антілія
- Нові-Велія
- Роккаглоріоза
- Санца
- Торре-Орсая
- Валле-делл'Анджело